# Jacob Turney

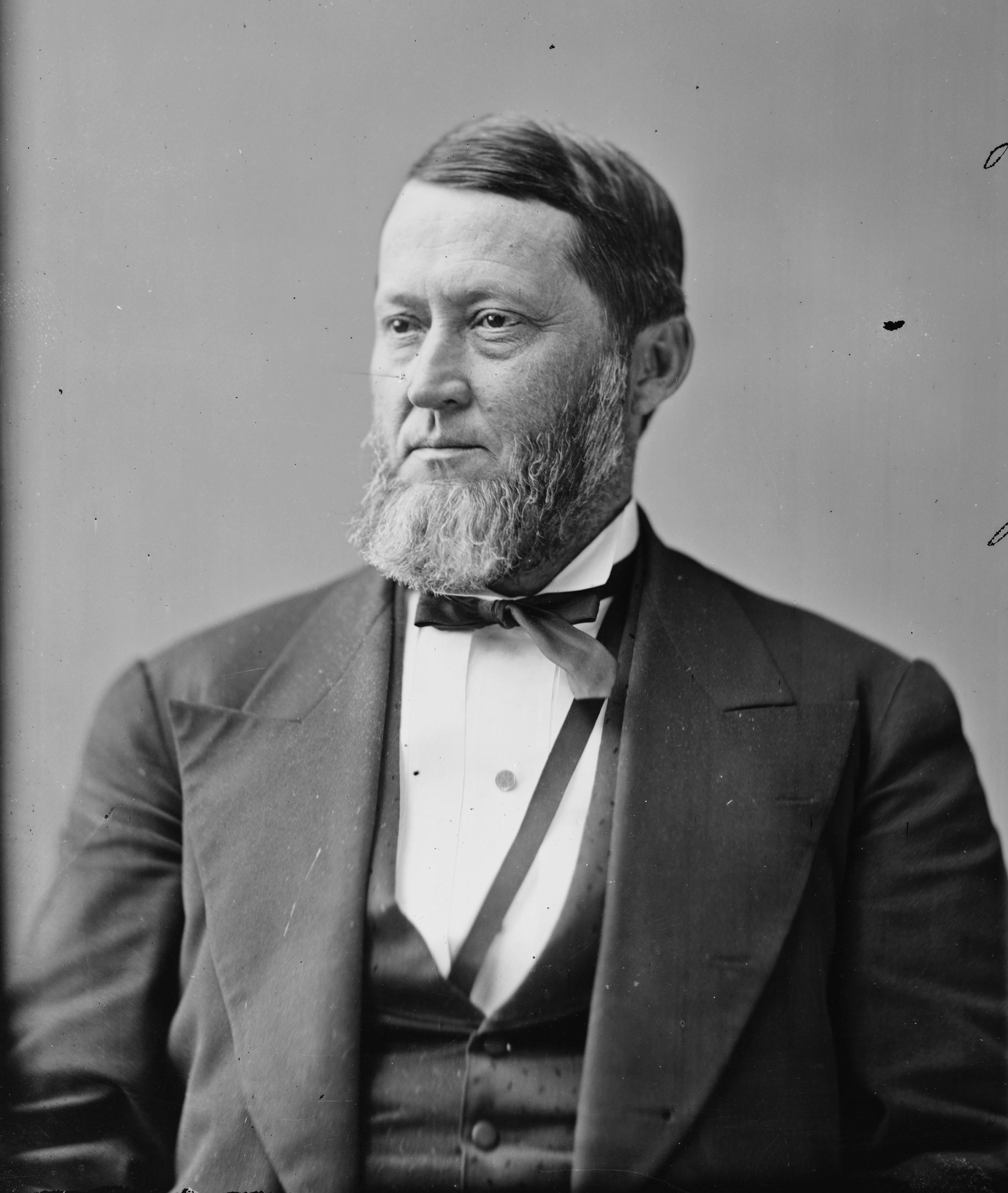
Jacob Turney

Jacob Turney (* 18. Februar 1825 in Greensburg, Westmoreland County, Pennsylvania; † 4. Oktober 1891 ebenda) war ein US-amerikanischer Politiker. Zwischen 1875 und 1879 vertrat er den Bundesstaat Pennsylvania im US-Repräsentantenhaus.

## Werdegang
Jacob Turney besuchte vorbereitende Schulen und danach die Greensburg Academy. Anschließend absolvierte er eine Lehre im Druckerhandwerk. Nach einem Jurastudium und seiner 1849 erfolgten Zulassung als Rechtsanwalt begann er in Greensburg in diesem Beruf zu arbeiten. Zwischen 1850 und 1855 war er Bezirksstaatsanwalt im dortigen Westmoreland County. Gleichzeitig schlug er als Mitglied der Demokratischen Partei eine politische Laufbahn ein. Zwischen 1858 und 1860 gehörte er dem Senat von Pennsylvania an. Im Jahr 1859 wurde er zu dessen Präsident gewählt.
Bei den Kongresswahlen des Jahres 1874 wurde Turney im 21. Wahlbezirk von Pennsylvania in das US-Repräsentantenhaus in Washington, D.C. gewählt, wo er am 4. März 1875 die Nachfolge des Republikaners Alexander Wilson Taylor antrat. Nach einer Wiederwahl konnte er bis zum 3. März 1879 zwei Legislaturperioden im Kongress absolvieren. Nach seiner Zeit im US-Repräsentantenhaus praktizierte Jacob Turney wieder als Anwalt. Er starb am 4. Oktober 1891 in seiner Heimatstadt Greensburg, wo er auch beigesetzt wurde.